# Famiglia di Filadelfia
La famiglia di Filadelfia, nota anche come famiglia Bruno, famiglia Scarfo, mafia di Filadelfia, e mafia di Filadelfia-South Jersey, è una famiglia mafiosa operante a Filadelfia e nella sua area metropolitana, affiliata a Cosa Nostra.
Nel tempo si è espansa anche nel vicino New Jersey, conquistando la sua parte meridionale, South Jersey, comprese Atlantic City (famosa per i suoi casinò), Camden, e le contee circostanti.
La famiglia opera anche nelle città di Trenton, Chester, Baltimora, e lo stato di Delaware. Si tratta di una delle più attive famiglie di Cosa Nostra statunitense dopo quelle di New York, con cui è alleata. La famiglia si è distinta nel corso degli anni per il suo uso della violenza estrema e le sanguinose faide interne.
La famiglia divenne particolarmente potente sotto il regno di Angelo Bruno, godendo di una forte prosperità e ricchezza. Questi fu però assassinato nel 1980 da un colpo di Stato interno guidato da Antonio Caponigro, suo consigliere, e sostenuto dalla famiglia Genovese di New York. In realtà i Genovese negarono di aver dato il proprio assenso all'omicidio, che non fu mai autorizzato dalla Commissione di Cosa Nostra. Caponigro, caduto nel tranello orchestrato da Vincent Gigante, boss della famiglia Genovese, fu ucciso. Ciò consenti di nominare come capo della famiglia di Filadelfia Phil Testa, che fece entrare l'organizzazione nella sfera d'influenza dei Genovese. Tuttavia il suo regno durò poco. Infatti dopo poche settimane dal suo insediamento, Testa fu assassinato con una bomba artigianale piazzata all'ingresso della sua abitazione. I responsabili furono immediatamente individuati in Peter Casella, underboss della famiglia, e in Frank Narducci, consigliere. Il colpo di Stato interno portò all'esilio di Peter Casella e all'assassinio di Narducci per mano di Salvie Testa, figlio del boss ucciso. Intanto la Commissione scelse come capo della famiglia di Filadelfia Niki Scarfo, già consigliere di Phil Testa.
Sotto Scarfo la famiglia incontrò un periodo di declino e di subbugli interni, in cui furono uccisi 30 suoi uomini d'onore. Dopo l'arresto di Scarfo nel 1989, la famiglia fu rilevata dal giovane Joseph Merlino, che sfruttò diversi boss di facciata per non farsi identificare. Dopo la sua condanna a 14 anni, si è ritirato nel 2011 a Boca Raton, dove vive tuttora. Gli esperti si dividono tra chi pensa che Merlino controlli ancora segretamente la famiglia e quelli che pensano che sia stato sostituito da Joseph Ligambi.

## Storia

### Origini
Agli inizi del 1900, molti emigrati italiani si stabilirono a Filadelfia, specie nella zona meridionale, dove si formò ben presto un gruppo malavitoso, comandato da Salvatore Sabella, che sarebbe divenuto la famiglia di Filadelfia. Si occupavano di contrabbando, furto, estorsione, rapina, usura e gioco d'azzardo illegale.
Durante il Proibizionismo, Sabella strinse alleanze con la mafia di Chicago e con la famiglia Maranzano di New York, venendo riconosciuta ufficialmente come una famiglia mafiosa.
Sabella si ritirò in pensione nel 1931, con la fine del Proibizionismo.

### Prima lotta intestina
Con il ritiro di Sabella, i suoi principali capoccia, Giuseppe Dovi e Giovanni Avena, iniziarono una guerra interna per il controllo della famiglia, che durò 5 anni. Dopo che Avena fu ucciso nel 1936 dai suoi stessi sostenitori, "Joe Bruno" rilevò l'organizzazione.
Sotto Dovi, la famiglia strinse contatti con le Cinque famiglie di New York, soprattutto i Gambino e i Genovese, con cui avviò un florido mercato di narcotici. Inoltre, si espanse nella zona meridionale del New Jersey, conquistandola senza opposizioni.
Dovi governò ininterrottamente fino al 1946, quando morì per cause naturali. Gli successe, su nomina della Commissione, Joseph Ida.

### Famiglia-satellite di Vito Genovese
Per tutti gli anni '40 e '50, la famiglia fu controllata da Joe Ida, che essendo stato un collaboratore delle Cinque famiglie, rendeva conto ai boss di queste, in particolare al boss dei Genovese, Frank Costello, ed al suo viceboss Vito Genovese. Dopo che Genovese rilevò con la violenza la famiglia nel 1956, questi strinse numerosi accordi con la famiglia di Filadelfia per operare nel suo territorio, tanto che divenne considerata come "una grande fazione della famiglia Genovese".
Joe Ida ed il suo viceboss Dominick Olivetto parteciparono alla riunione di Apalachin. Tuttavia, dopo che la riunione fu scoperta dalle forze dell'ordine, Ida venne raggiunto da un avviso di garanzia per associazione mafiosa, e quindi fuggì i Sicilia. A fare le sue veci come boss reggente fu nominato Antonio "Mr. Big" Pollina.

### Il Don gentile
Dopo il ritiro di Ida nel 1959, la famiglia fu rilevata da Angelo "Gino" Bruno, soprannominato "Il Don gentile" per i suoi metodi e la sua preferenza della pace e della diplomazia piuttosto che alla violenza.
Bruno fu il primo boss di Filadelfia ad ottenere un seggio nella Commissione, rendendosi completamente indipendente da qualsiasi altra famiglia. Oltre che i mafiosi di Chicago e di New York, Bruno si alleò "a distanza" con il cognato John Scalish, che era il boss della famiglia di Cleveland.
Con Bruno alla guida, la famiglia prosperò, acquisendo successivamente i casinò di Atlantic City e raggiungendo gli 80 "uomini d'onore", divenendo una delle più grosse organizzazioni criminali invischiate nel gioco d'azzardo. Inoltre, Bruno proibì il racket del traffico di droga, punendo con la morte chiunque ne fosse invischiato, poiché Vito Genovese fu arrestato proprio nel 1959 per traffico internazionale di droga.

### Colpo di Stato e seconda lotta intestina
Il 21 marzo 1980, Angelo Bruno fu assassinato davanti alla sua abitazione.
L'assassinio fu organizzato dal consigliere Antonio Caponigro, membro un gruppo dissidente composto anche dal viceboss Philip Testa e Nicodemo "Little Nicky" Scarfo contrario alla leadership conservatrice di Bruno e sostenuto dalla famiglia Genovese, che in realtà voleva mettere le mani sui casinò di Atlantic City. Infatti, Caponigro venne attirato a New York, credendo che i Genovese lo avrebbero posto come boss, venendo invece torturato e ucciso.
Senza Caponigro, Philip Testa rilevò la famiglia, ma la sua leadership fu molto breve, in quanto lo stesso gruppo dissidente di Bruno stava lottando per la leadership sulla mafia di Filadelfia. Il 15 marzo 1981, Testa fu ucciso con una bomba a chiodi.
L'omicidio fu orchestrato dal viceboss Pietro Casella, nel tentativo di divenire boss. Tuttavia, Casella fu sconfitto a sua volta, con il sostegno della Commissione, da Nicodemo Scarfo, che esiliò Casella costringendolo ad abbandonare Filadelfia e i suoi affari mafiosi.

### Anni di subbugli ed ascesa di Ligambi
Dopo l'arresto del giovane Joseph Merlino, Joseph Ligambi assunse la famiglia come boss ufficiale nel 2001, agendo però come boss di facciata per lo stesso Merlino fino al 2011, venendo tuttavia riconosciuto dalle famiglie di New York e dallo FBI immediatamente come boss de facto della famiglia.
Ligambi si riconciliò con tutte le famiglie di New York, e fece i conti con i travagliati rapporti con gli allibratori della famiglia, offesi dal fatto che Merlino non pagasse mai i debiti da gioco e che si rifiutavano di continuare a lavorare per la famiglia.
A causa dell'aspro conflitto degli anni'80, la famiglia di Filadelfia contava e conta tuttora 50 "uomini d'onore", metà dei quali in carcere, e più di 100 associati. Dopo il 2001, saranno liberati una dozzina di membri della famiglia, anche se già di mezz'età, in quanto erano giovani quando operavano negli anni'80 per Scarfo.
Ligambi è ben differente da Merlino, poiché a differenza del boss preferisce mantenere un basso profilo ed è più interessato a fare soldi che a titoli come boss o viceboss. Ligambi riuscì ad isolare possibili informatori dello FBI tramite una cerchia interna di suoi fedelissimi, riuscendo ad eludere tuttora le forze dell'ordine. Infatti, nella sua lunga storia, la famiglia di Filadelfia ha pochissimi testimoni del governo, 3 per l'esattezza, che hanno scarsamente scalfito la famiglia.
Sino al 2011, Ligambi è stato il boss reggente, con Merlino che risiede tuttora in un centro di riabilitazione in Florida, a Boca Raton, che è anche un territorio della famiglia.

## Leadership storica

### Boss (ufficiale e reggente)
- 1910-1931 - Salvatore Sabella
- 1931-1936 - John Avena
- 1936-1946 - Giuseppe Dovi
- 1946-1959 - Joseph Ida
  - Reggente 1958-1959 - Antonio Pollina
- 1959-1980 - Angelo Bruno
- 1980-1981 - Philip Testa
- 1981-1991 - Nicodemo Scarfo
  - Reggente 1982-1984 - Salvatore Merlino
  - Reggente 1984-1987 - Salvatore Testa
  - Reggente 1987-1991 - Anthony Piccolo
- 1999-2024 - Joseph Merlino
  - Di facciata 1991-1994 - Giovanni Stanfa
  - Di facciata 1994-1999 - Ralph Natale
  - Di facciata 1999-2004, 2004-2011 - Joseph Ligambi
  - Di facciata 1999, 2004, 2015- Steven Mazzone
- 2024-attualmente - George Borgesi
- Street Boss
- 2015 - attualmente - Michael "Mikey Lance" Lancelotti
- Vicecapo
- 2015 - attualmente - Steven "Handsome Stevie" Mazzone
  - reggente 2020-attualmente - ?
- Consigliere
- 2014 - attualmente - Joseph "Uncle Joe" Ligambi
  - reggente 2024-attualmente - Anthony Staino

### Fazione di Filadelfia
- Domenic Grande
- George Borgesi
- Martin Angelina
- Gaeton Lucibello
- Salvatore Mazzone
- Anthony Nicodemo
- Joseph Massimino

### Fazione del New Jersey meridionale
- Anthony Staino
- Anthony Borgesi

### Fazione del New Jersey settentrionale
- Joseph Licata
- Louis Fazzini
- Vincent Centorino